# Elleholms socken
Elleholms socken i Blekinge ingick i Listers härad, uppgick 1967 i Karlshamns stad och området ingår sedan 1971 i Karlshamns kommun och motsvarar från 2016 Elleholms distrikt i Blekinge län.
Socknens areal är 7,5 kvadratkilometer, varav land 7,3. År 2000 fanns här 193 invånare. Kyrkbyn Elleholm med Elleholms kyrka ligger i denna socken.  

## Administrativ historik
Socknen har medeltida ursprung, där staden Elleholm låg mellan 1440 och 1600.
Vid kommunreformen 1862 övergick socknens ansvar för de kyrkliga frågorna till Elleholms församling och för de borgerliga frågorna till Elleholms landskommun. Landskommunen inkorporerades 1952 i Mörrums landskommun och uppgick 1967 i Karlshamns stad som 1971 uppgick i Karlshamns kommun. Församlingen uppgick 2006 i Mörrum-Elleholms församling.
1 januari 2016 inrättades distriktet Elleholm, med samma omfattning som församlingen hade 1999/2000.  
Socknen har tillhört fögderier, tingslag och domsagor enligt vad som beskrivs i artikeln Listers härad.
Socken indelades fram till 1901 i 11 båtsmansshåll, vars båtsmän tillhörde Blekinges 5:e (3:e före 1845) båtsmanskompani.

## Geografi
Elleholms socken ligger vid Mörrumsåns mynning dels på en holme där Elleholm och kyrkan ligger och några mindre områden på fastlandet, med byarne Östra och Västra Elleholm. Terrängen är låglänt och delvis sank.

## Fornminnen
Ett fåtal stensättningar är de enda förhistoriska fornlämningarna. På ön finns kulturlager under mark efter staden medeltidsstaden och på öns norra del återfinns ruiner efter fästningen Sjöborg.

## Namnet
Namnet (1438 Elleholm) innehåller förledet ælli ’albestånd’.

## Befolkningsutveckling
| Befolkningsutvecklingen i Elleholms socken 1750–1990                                                    | Befolkningsutvecklingen i Elleholms socken 1750–1990 | Befolkningsutvecklingen i Elleholms socken 1750–1990 | Befolkningsutvecklingen i Elleholms socken 1750–1990 | Befolkningsutvecklingen i Elleholms socken 1750–1990 |
| --- | ---------------------------------------------------- | ---------------------------------------------------- | ---------------------------------------------------- | ---------------------------------------------------- |
| |                                                      |                                                      |                                                      |                                                      |
| År |                                                      |                                                      | Folkmängd                                            |                                                      |
| 1750 | 1750                                                 |                                                      | 204                                                  |                                                      |
| 1760 | 1760                                                 |                                                      | 195                                                  |                                                      |
| 1769 | 1769                                                 |                                                      | 201                                                  |                                                      |
| 1780 | 1780                                                 |                                                      | 213                                                  |                                                      |
| 1790 | 1790                                                 |                                                      | 223                                                  |                                                      |
| 1800 | 1800                                                 |                                                      | 229                                                  |                                                      |
| 1810 | 1810                                                 |                                                      | 253                                                  |                                                      |
| 1820 | 1820                                                 |                                                      | 257                                                  |                                                      |
| 1830 | 1830                                                 |                                                      | 345                                                  |                                                      |
| 1840 | 1840                                                 |                                                      | 337                                                  |                                                      |
| 1850 | 1850                                                 |                                                      | 405                                                  |                                                      |
| 1860 | 1860                                                 |                                                      | 397                                                  |                                                      |
| 1870 | 1870                                                 |                                                      | 380                                                  |                                                      |
| 1880 | 1880                                                 |                                                      | 380                                                  |                                                      |
| 1890 | 1890                                                 |                                                      | 384                                                  |                                                      |
| 1900 | 1900                                                 |                                                      | 392                                                  |                                                      |
| 1910 | 1910                                                 |                                                      | 420                                                  |                                                      |
| 1920 | 1920                                                 |                                                      | 410                                                  |                                                      |
| 1930 | 1930                                                 |                                                      | 399                                                  |                                                      |
| 1940 | 1940                                                 |                                                      | 331                                                  |                                                      |
| 1950 | 1950                                                 |                                                      | 267                                                  |                                                      |
| 1960 | 1960                                                 |                                                      | 227                                                  |                                                      |
| 1970 | 1970                                                 |                                                      | 187                                                  |                                                      |
| 1980 | 1980                                                 |                                                      | 202                                                  |                                                      |
| 1990 | 1990                                                 |                                                      | 214                                                  |                                                      |
| Anm: Källor: Umeå universitet - Tabellverket 1749-1859, Demografiska databasen, CEDAR, Umeå universitet |                                                      |                                                      |                                                      |                                                      |

### Fotnoter
1. 1 2 3  Svensk Uppslagsbok andra upplagan 1947–1955: Elleholm socken
2. 1 2 3  Harlén, Hans; Harlén Eivy (2003). Sverige från A till Ö: geografisk-historisk uppslagsbok. Stockholm: Kommentus. Libris 9337075. ISBN 91-7345-139-8
3. ↑  ”Församlingar”. Statistiska centralbyrån. https://www.scb.se/hitta-statistik/regional-statistik-och-kartor/regionala-indelningar/forsamlingar/. Läst 30 december 2022.
4. ↑  "Ostkanten" om Blekinge och Södra Möres båtsmän
5. ↑  Geografiskt-statistiskt handlexikon öfver Sverige, C.M. Rosenberg 1882-83.
6. 1 2  Sjögren, Otto (1932). Sverige geografisk beskrivning del 3 Blekinge, Kristianstads, Malmöhus och Hallands län samt staden Göteborg. Stockholm: Wahlström & Widstrand. Libris 9940
7. 1 2 3  Nationalencyklopedin
8. ↑  Fornlämningar, Statens historiska museum: Elleholms socken
9. ↑  Fornminnesregistret, Riksantikvarieämbetet: Elleholms socken Fornminnen i socknen erhålls på kartan genom att skriva in sockennamn (utan "socken") i "Ange geografiskt område"